# Museo dell'energia solare
Il Museo dell'energia solare è uno spazio espositivo all'aperto della città di Torre Annunziata.

## Storia
Annoverato dall'Università Suor Orsola Benincasa tra i musei scientifici, fu istituito alla fine degli anni settanta da Giuseppe Vaccaro, un membro dell'International Solar Energy Society, ed aperto al pubblico nel settembre del 1981. Ospita circa una trentina di impianti molti dei quali autocostruiti, tutti funzionanti con l'energia solare. Parabole riflettenti, turbine a vele in movimento, alti tralicci e case in miniatura, costruzioni in ferro e vetro, serbatoi di varia foggia, costituiscono questo piccolo museo, il quale rappresenta un unicum nel suo genere.
Al 2019, il museo dell'energia solare era stato visitato da oltre 40 000 visitatori. 